# (37595) 1991 UZ1
1991 يو زد 1 (ويعرف أيضًا باسم (37595) 1991 يو زد 1 وفق تسمية الكوكب الصغير) (بالإنجليزية: 1991 UZ1)‏ هو كويكب ضمن حزام الكويكبات؛ وترتيبه 37595 من حيث الاكتشاف.
اكتُشف هذا الجُرم الفلكي بواسطة هيروشي كانيدا في 29 أكتوبر 1991.

## وصلات خارجية
- (37595) 1991 UZ1 في قاعدة بيانات مختبر الدفع النفاث لأجرام النظام الشمسي الصغيرة

- الاكتشاف · مخطط المدار ·  العناصر المدارية · المعلمات المادية

- (37595) 1991 UZ1 على موقع ويكي سكاي: DSS2, SDSS, GALEX, IRAS, Hydrogen α, X-Ray, Astrophoto, Sky Map, Articles and images